# Station Krosnowa
Station Krosnowa is een spoorwegstation in de Poolse plaats Krosnowa.